# María Guinand
María Guinand (Caracas, 3 de junio de 1953) es una educadora, promotora cultural, directora coral y de orquesta venezolana.
Completó sus estudios musicales en la Universidad de Brístol (Inglaterra), obteniendo la licenciatura en 1976 y la maestría en 1982. Guinand también obtuvo el diploma de director coral en el Conservatorio de la Orquesta Nacional Juvenil en 1980 bajo la tutela de Alberto Grau.
Guinand ha sido directora titular de las siguientes agrupaciones corales: Coral Colegio San José de Tarbes, La Florida (Directora-Fundadora, 1972-1973), Coral Banco Latino (Directora-Fundadora, 1976-1977), Cantoría Alberto Grau (Directora-Fundadora, 1976-2011), Schola Cantorum de Caracas (hoy, Schola Cantorum de Venezuela) (Sub-directora, 1976-1992 y Directora 1993-Actual), Cantoría Universitaria Simón Bolívar (Directora-Fundadora, 1976-1986), Orfeón Universitario Simón Bolívar (Directora-Fundadora, 1982-2008) y la Coral de la Fundación Empresas Polar (Directora-Fundadora, 1992-Actual).
Guinand ha ocupado cargos como Directora de la Escuela Superior de Música José Ángel Lamas, Coordinadora de la Maestría en Música de la Universidad Simón Bolívar, Directora Ejecutiva de la Academia Bach de Venezuela, Directora Ejecutiva de la Academia Nacional de Canto Gregoriano; Directora Asociada y Coordinadora de los montajes sinfónico-corales de la Fundación del Estado para el Sistema Nacional de las Orquestas Juveniles e Infantiles de Venezuela (FESNOJIV)(conocido como El Sistema), Directora General y Directora Artística de la Fundación Schola Cantorum de Caracas y Miembro de las comisiones de cultura de Fedecámaras, La Electricidad de Caracas, la Fundación Cultural Chacao y la Fundación Empresas Polar.
También ha ocupado los siguientes cargos: Presidente de la Fundación Movimiento Coral Cantemos, Directora del Conservatorio de Música Simón Bolívar de la FESNOJIV, Asesora de los Ministerios de Educación y Cultura para el Proyecto “Educación Musical en Venezuela”; Fundadora del Centro Infantil de Montalbán para las Orquestas y Coros Infantiles y Juveniles (FESNOJIV). Miembro del Consejo Superior de la Universidad Simón Bolívar, Miembro del Consejo Directivo del Teatro Teresa Carreño, Vicepresidente para Latinoamérica y Primer Vicepresidente de la Federación Internacional para la Música Coral (FIMC), Miembro del Consejo Internacional para la Música de la UNESCO, Asesora Artística para las actividades corales de la FESNOJIV, Directora Artística del Proyecto “Voces Andinas a Coro” de la Corporación Andina de Fomento y Directora Artística del Proyecto “Construir Cantando” de la Fundación Schola Cantorum de Caracas.

## Etapa temprana de su carrera musical
María Guinand nació en Caracas, Venezuela. Realizó sus estudios de educación básica y bachillerato en ciencias en el Colegio San José de Tarbes de La Florida, Caracas. Inició privadamente sus estudios musicales, recibiendo lecciones de piano de Alberto Grau y Cristina Vidal de Pereira. En 1964 ingresó a la Escuela de Música “Juan Manuel Olivares” donde recibió clases de teoría, solfeo, armonía, historia y estética con Ángel Sauce, Gonzalo Castellanos y Eduardo Plaza. También recibió clases de contrapunto en el Conservatorio Nacional de Música Juan José Landaeta con Primo Casale y de dirección coral en la Escuela de Canto Coral de la Orquesta Nacional Juvenil con Alberto Grau. En 1971 ingresa a la Universidad Católica Andrés Bello para proseguir estudios de Física y Matemáticas, estudios que abandona para dedicarse definitivamente a la música. En 1972 funda la Coral Colegio San José de Tarbes.
En 1973 ingresó en la Universidad de Bristol. Allí estudió composición e historia de la música, dirección coral y orquestal, piano y canto. En 1976, obtiene el título de Bachelor of Arts in Music, regresa a Venezuela y funda tres agrupaciones corales: Coral Banco Latino, Cantoría Alberto Grau y Cantoría Universitaria Simón Bolívar. Ingresó a las filas de la Schola Cantorum de Venezuela como subdirectora, como profesora de teoría de la música y solfeo en la Escuela de Música “José Lorenzo Llamozas” y como profesora de historia de la música en la Escuela de Música “José Ángel Lamas”.
En 1977 continuó sus estudios en técnicas de composición, dirección coral y canto en Venezuela con William Banchs, Alberto Grau y Alfredo Hollander. Fue profesora de análisis de partituras corales en la Escuela Canto Coral de la Fundación Schola Cantorum de Caracas. Cuando dicha Escuela se transfirió al Conservatorio de Música "Simón Bolívar", prosiguió dictando clases de dirección coral en esta institución. Fue profesora de Estética en la Escuela Superior de Música “José Ángel Lamas” y de armonía en la Escuela de Música “José Lorenzo Llamozas”. En 1978 ingresó como profesora de los Estudios Generales de Música en la Universidad Simón Bolívar y realizó una gira artística a Curazao y Aruba con la Cantoría Alberto Grau. En 1979 viajó a Ecuador con la Cantoría Universitaria Simón Bolívar para participar en el V Festival Internacional de Coros en Guayaquil.

## Los años ochenta
En 1980 obtuvo su diploma en Dirección Coral en Venezuela y en 1983 su Master en Música de la Universidad de Bristol, bajo la tutoría de Alberto Grau y Whyndham Thomas respectivamente. Participó con el Orfeón Universitario Simón Bolívar en 1982 en el V Festival "Choruses of The World” (USA) y con la Schola Cantorum de Venezuela en el VIII Europa Cantat (Namur-Bélgica) y en el XIII Día Internacional del Canto Coral (Barcelona-España). En 1983 Comenzó su labor como Coordinadora de los montajes sinfónico-corales del Sistema Nacional de Orquestas Juveniles e Infantiles de Venezuela y como Asesora del Instituto Universitario de Estudios Musicales (IUDEM). En 1984 asistió con la Cantoría Alberto Grau al IX Musique en Morvan (Autun, Francia) y al Aberdeen International Youth Festival (Escocia) y en 1985 con la Schola Cantorum de Venezuela asistió al IX Europa Cantat (Estrasburgo, Francia).
En 1986 asistió con el Orfeón Universitario Simón Bolívar a las XI Choralies de Vaison la Romaine (Francia) y a conciertos en la Basílica de San Pedro y la Iglesia San Marcelo (Roma, Italia). Publica el libro “Historia del movimiento coral y de las orquestas juveniles en Venezuela” junto a Ana Mercedes Asuaje de Rugeles y Bolivia Bottome para la colección Cuadernos Lagoven. Realizó festivales y giras nacionales con la Fundación Schola Cantorum de Venezuela y el Movimiento Coral Cantemos. A partir de 1987, Guinand forma parte activa del Simposio Mundial para la Música Coral. En 1989 asiste con la Schola Cantorum de Venezuela al Festival de Música Religiosa (Popayán, Colombia) y como observador al Europa Cantat (Pecs, Hungría).
En 1989 como directora de la Cantoría Alberto Grau participó en el III International Choral Competition Neuchâtel (Suiza), XXXVII Concorso Polifonico Internazionale “Guido d’Arezzo” (Italia), VII Festival Polifonía Arborense (Cerdeña, Italia) y las XXV Jornadas Internacionales del Canto Coral (Barcelona, España), obteniendo seis premios en estos concursos. El Gobierno Venezolano a través del Ministerio de Educación, le otorgó ese año la Orden "Andrés Bello" en su Primera Clase. Participó con sus coros en el estreno internacional de la Cantata Criolla de Antonio Estévez en Holanda e Inglaterra con la Orquesta Sinfónica Simón Bolívar bajo la dirección de Eduardo Mata.

## Los años noventa
En 1990 dictó una conferencia sobre música coral latinoamericana contemporánea en el II Simposio Mundial para la Música Coral en Suecia y participó como directora de la Schola Cantorum de Venezuela y dictó talleres de música coral latinoamericana para voces iguales. Participó con sus coros en los conciertos dirigidos por Eduardo Mata y la Orquesta Filarmónica de la UNAM en Ciudad de México y dirigió conciertos en Puebla con el Orfeón Universitario Simón Bolívar. Es nombrada directora de la Escuela de Música “José Ángel Lamas, asesora del Ministerio de Educación y Cultura para el proyecto de educación musical en Venezuela y es nombrada asesora cultural de la Fundación Empresas Polar y La Electricidad de Caracas.
En 1991 regresó a México para participar con sus coros en los conciertos de la Misa en Do Menor de W. A. Mozart dirigidos por Eduardo Mata con la Orquesta Sinfónica Simón Bolívar en Ciudad de México y Guanajuato. Fue directora invitada del canto común en el Festival Musique en Morvan (Autun, Francia) y participó con la Cantoría Alberto Grau en este festival y en el XI Europa Cantat (Vitoria, España). Realizó estudios de dirección coral y orquestal con Helmuth Rilling en el Oregon Bach Festival (Eugene, USA). Promovió la realización de talleres de canto gregoriano en la Abadía San José (Güigüe, Venezuela) dictados por los maestros Luigi Agustoni y Johannes Berschmans Goeschl y es nombrada Presidenta de la Fundación Movimiento Coral Cantemos.
En 1992 recibió la condecoración Orden "Diego de Losada" de manos del Gobernador de la ciudad de Caracas, Venezuela. Fue directora invitada de la agrupación Oregon University Singers (Oregon, USA) y del Orebro Chamber Choir (Orebro, Suiza). Participó con sus coros en la Expo Sevilla 92, con conciertos en Madrid, Ávila, Loyola, Medina del Campo y Rascafrías así como en los conciertos dirigidos por Eduardo Mata con la Orquesta Sinfónica Simón Bolívar de la Cantata Criolla de Antonio Estévez en Huelva, España. Participó con el Orfeón Universitario Simón Bolívar en la gira de conciertos por España (Santander, Sevilla, Valencia) y la grabación realizada por la Joven Orquesta Nacional de España con el reestreno de Atlántida de Manuel de Falla, bajo la dirección de Edmón Colomer; participó con la Schola Cantorum de Venezuela en el Festival América Cantat I en Mar del Plata (Argentina) y con la Cantoría Alberto Grau en el I Festival Internacional de Coros en Santiago de Cuba. Funda en Coro de la Fundación Empresas Polar. Asiste a los talleres de dirección coral y orquestal de la Academia Bach Internacional de Stuttgart (Alemania).
Posteriormente, María Guinand fundó en 1992 la Academia Bach de Venezuela, realizando actividades pedagógicas en Caracas, Barquisimeto, Mérida y otras ciudades de Venezuela. Igualmente, Guinand fundó la Academia Nacional de Canto Gregoriano.
En 1993 dirigió a la Schola Cantorum de Venezuela en el Festival “Joy of Singing” (Toronto, Canadá) y fue invitada a dirigir al College Choir (San Diego, USA) así como el canto común en el Festival Musique en Morvan (Autun, Francia), en el que participó con el Orfeón Universitario Simón Bolívar en conciertos en Autun, Vezelay, Bedarrides, Vaison-la-Romaine (Festival de Coros Laureados) y en el Festival de la Radio en Montpellier. Participó como conferencista en el III Simposio Mundial para la Música Coral (Vancouver, Canadá). Fue nombrada Directora del Conservatorio de Música Simón Bolívar y del Programa Académico de las Orquestas Juveniles e infantiles de Venezuela. Guinand inició en 1993 la edición de la colección “Música de Latinoamérica", partituras de compositores latinoamericanos publicadas por la casa editorial Earthsongs (USA).
En 1994 participó en el Festival Europa Cantat XII (Herning, Dinamarca) y en Suecia con la Cantoría Alberto Grau. Fue directora invitada del Warland Singers (Minneapolis, USA). En 1995 coordinó los coros para la celebración de los 50 años de la UNESCO en la Semana de Venezuela, que culminó con el concierto de la Cantata Criolla de Antonio Estévez en el Auditorio de la Sorbona en París (Francia).
En 1996 fue invitada por el Oregon Bach Festival y Helmuth Rilling a dirigir el estreno mundial de Oceana de Osvaldo Golijov junto a la Schola Cantorum de Venezuela (Eugene, USA), Dicta talleres de música latinoamericana y dirige al Orfeón Universitario Simón Bolívar en el América Cantat II (Mar del Plata, Argentina) así como conciertos en Buenos Aires y en Lima, Perú. Participa en el IV Simposio Mundial para la Música Coral (Sydney, Australia), en el ’96 World Choral Festival (Seoul, Korea) y en el Taipei International Choral Festival (Taipei, Taiwán). Asiste a la Convención de Directores Corales en Uppsala (Suecia).
Fundó el Centro Académico Infantil de Montalbán de la FESNOJIV en Caracas. Dio inicio la Maestría en Música de la Universidad Simón Bolívar, proyecto impulsado por Guinand y se convirtió en profesora de dirección coral y Coordinadora de dicha Maestría. Fue nombrada Miembro del Consejo Superior de la Universidad Simón Bolívar, de la Junta Directiva del Teatro Teresa Carreño y de la Comisión de Cultura del Centro Cultural Chacao. Ocupa la Vicepresidencia para América Latina de la Federación Internacional para la Música Coral (1996-2008).
En 1997 participó en el XVIII Curso Internacional de Canto Gregoriano en Cremona (Italia) con los profesores Luigi Agustoni y Johannes Berchmans Goeschl. En el marco de la celebración de los 30 años de la Schola Cantorum de Venezuela y los 20 años de la Cantoría Alberto Grau, Guinand publicó con sus agrupaciones corales ocho grabaciones. Recibió el premio "Kulturpreis" de manos de la Fundación Inter Naciones de Alemania por sus logros en el ámbito cultural y el desarrollo de las relaciones culturales entre Venezuela y Alemania. Fue invitada a la Convención Nacional de la ACDA a dictar un taller sobre música coral latinoamericana (San Diego, USA) al igual que en el Festival Coral de Berna (Suiza). Fue miembro del jurado y dictó un taller de música coral latinoamericana en el Des Moines International Children’s Choral Festival (Iowa, USA) adonde participó también como directora del Orfeón Universitario Simón Bolívar. También con este coro asistió este año al Festival Internacional de Tunja (Colombia).
En 1998 dirigió la Cantoría Alberto Grau en una gira de canto gregoriano por Saint Gallen, Friburgo, (Suiza); Cremona, Montecasino y San Pedro (Italia), fue directora invitada del New Hampshire College Choir (USA), Sacramento Master Singers (California, USA), Música del Mendrisiotto (Mendrisio, Suiza), en la sesión de invierno del World Youth Choir (Bélgica, Alemania y Suecia), así como del Oklahoma State University Choir (Oklahoma, USA).
En 1999 fue directora invitada del Youth Honor Choir en la ACDA Convention (San Antonio, USA), dictó una conferencia en el IV Simposio Mundial para la Música Coral (Róterdam, Holanda) y es Artist-in-Residence en el Des Moines Children's Festival (Iowa, USA) al que asistió con la Schola Cantorum de Caracas, incluyendo las convenciones locales de la ACDA en Iowa y Minnesota (USA).

## Década del 2000
En el año 2000 Guinand recibió el Premio Robert Edler para la Música Coral que otorga la organización coral Chorverband de Alemania. Participó con el Orfeón Universitario Simón Bolívar en los primeros Juegos Olímpicos Corales, realizados en Linz (Austria) ganando tres medallas de oro. Fue invitada a dirigir al Taipei National Concert Choir (Taiwan, Taipei).
María Guinand estrenó en 2000 la La Pasión según San Marcos de Osvaldo Golijov, dentro del marco del Festival Europeo de la Música de Stuttgart (Alemania) y participó en la Exposición Mundial Hannover 2000 (Alemania).
Guinand fue la Presidenta Ejecutiva del Festival América Cantat III, realizado en Caracas (Venezuela). También fue designada Directora Artística de la Sesión de Verano del Coro Mundial Juvenil que se realizó ese año en Venezuela. Fue directora invitada del Festivalensemble Choir en el Europäisches Musikfest (Stuttgart, Alemania) y miembro del jurado de la International Choral Competition (Maasmechelen, Bélgica).
En 2001 participó con la Cantoría Alberto Grau en el Women’s Choir Festival (Seattle, USA), fue nombrada Miembro del Comité Artístico del VI Simposio Mundial para la Música Coral (2001-2002) y Miembro del Consejo Internacional para la Música de la UNESCO (2001-2003).
En 2002 fue directora invitada del Festivalensemble Choir en el Europäisches Musikfest, (Stuttgart, Alemania) así como de la Minnessotta Chorale (Minneapolis, USA), Singapur Chamber Choir (Singapur), Choir RTVE (Madrid, España), Vox Aurea (Barcelona, España) y del Radio Choir (Louvain, Belgium). Dictó un taller de música coral latinoamericana en el VI Simposio Mundial para la Música Coral en (Minneapolis, USA), fue miembro del jurado del Certamen Coral de Tolosa (España) y fue elegida Primera Vicepresidenta de la Federación Internacional para la Música Coral. Dirigió La Pasión según San Marcos de Osvaldo Golijov en una gira por ciudades de los Estados Unidos (Orange County, Urban Champaign y Nueva York) y recibió dos nominaciones al premio Grammy por su grabación del estreno de esta obra publicada por el sello alemán Hänssler.
En el año 2003 Guinand fue directora invitada del Coro Mundial Juvenil (Sesión de Verano) en Suiza, Austria y Eslovenia, también dirigió el Festivalensemble Choir Europäisches Musikfest en Stuttgart (Alemania). Dictó un taller de Música de Latinoamérica en la Convención de Directores Suecos (Lund, Suecia) y fue miembro del jurado del Premio de Directores Eric Ericsson (Estocolmo, Suecia) y en la Competencia Internacional Coral Bela Bartok (Debrecen, Hungría). Dirigió La Pasión según San Marcos de Osvaldo Golijov en el Festival de Verano de Sydney, en la Sydney Opera House, obteniendo una nominación al Helpmann Award (Australia) en la categoría de “Mejor Concierto Clásico”. Fue nombrada Directora Artística del programa de desarrollo social a través de la música coral “Voces Andinas a Coro” auspiciado por la Corporación Andina de Fomento y con presencia en seis países de Sudamérica. También fue Asesora de El Sistema para las actividades corales de esta institución en Venezuela.
En 2004 fue invitada a dirigir a la Youth Choral Academy, Oregon Bach Festival (Eugene, Oregon, USA), la Women’s Choral Festival, Alliance for Understanding (Salt Lake City, USA), los Repertory Singers (Edmonton, Canadá) y del Festivalensemble Choir Europäisches Musikfest en Stuttgart (Alemania). Fue miembro del jurado de la CBC Choral Competition (Toronto, Canadá) y asistió con la Cantoría Alberto Grau al IV Festival América Cantat en Ciudad de México (México).
Durante el año 2005 fue invitada a dirigir el New Zealand Chamber Choir (Auckland, Nueva Zelanda); el Radio Choir (Louvain, Bélgica) y el Coro de la University of Miami (USA). Dirigió La Pasión según San Marcos de Osvaldo Golijov en el Oregon Bach Festival (Eugene, Oregon, USA) y en el Festival 500 New Foundland, Canadá. Guinand dirigió este año concierto con el Coro Juvenil Andino en Bolivia y Ecuador y con el Orfeón Universitario Simón Bolívar en el Festival de Coros de Bogotá (Colombia). Publicó su colección de partituras de autores latinoamericanos “Makumbebe Collection” (Carus Verlag, Alemania).
En 2006 fue directora invitada de los Repertory Singers (Edmonton, Canadá) y del Bershire Choral Festival (USA), dirigió La Pasión según San Marcos de Osvaldo Golijov en el Barbican Centre (Londres, Inglaterra) y en la Casa de la Música (Porto, Portugal). Con la Schola Cantorum de Venezuela, participó en el estreno mundial de la ópera de John Adams A Flowering Tree en el “Crowned Hope Festival” (Viena, Austria) con la dirección artística de Peter Sellars y la dirección del autor.
En el año 2007 es directora invitada del Vocalessence (Minneapolis, USA). Dirige La Pasión según San Marcos de Osvaldo Golijov en Miami (USA) y en el Lincoln Center de Nueva York (USA), realiza una nueva grabación de esta obra para el sello discográfico Deutsche Grammophon. Participa en el estreno en Inglaterra de A Flowering Tree de John Adams en el Barbican Centre de Londres (Inglaterra) realizando la grabación de esta obra para el sello discográfico Nonesuch. Fue la directora artística de los Pequeños Cantores de Los Andes en su participación en el Festival Polyfollia en Normandía (Francia) y Miembro del Comité Artístico del Octavo Simposio Mundial para la Música Coral (2007-2008).
En el año 2008 fue directora invitada de University Voices Festival (Toronto, Canadá); de los University of Oregon Choirs (Eugene, Oregon, USA), dictó clases magistrales y talleres en la Convención de la ACDA (Grand Rapids, USA), en la University of Oregon (Eugene, Oregon, USA); así como en Liederkranz (Oregon, USA), Gottemburg Musik Academy (Suecia), Pollyfollia Festival (Normandía, Francia) y en el VIII Simposio Mundial para la Música Coral (Copenhague, Dinamarca). Dirigió la Schola Cantorum de Venezuela en el estreno italiano de La Pasión según San Marcos de Osvaldo Golijov con presentaciones en Roma, Ferrara y Milán (Italia) y también el estreno en Holanda, dirigiendo en el Teatro Carré de Ámsterdam y la primera grabación en DVD de la obra (Deutsche Grammophon). fue la Directora Artística de la Schola Juvenil de Venezuela en el Festival Polyfollia (Normandía, Francia) y en el homenaje realizado a Eric Ericsson por sus 90 años de vida (Suecia).
En el año 2009 dirigió el estreno español de La Pasión según San Marcos de Osvaldo Golijov en el marco del 25 Festival de Música de Canarias con presentaciones de la obra en Santa Cruz de Tenerife y Las Palmas de Gran Canaria (España), continuando con conciertos de la Schola Cantorum de Venezuela en El Hierro, Fuerteventura, La Graciosa, La Gomera, La Palma y Lanzarote (Islas Canarias, España). Participó con la Cantoría Alberto Grau en la Convención Nacional de la ACDA (Oklahoma, USA) y fue la Directora del Coro Nacional de España durante el I Ciclo de Música Coral: Música coral y literatura (Concierto “Escrito en América: Luz y sombra”) en el Auditorio Nacional de Música (Madrid, España). Le fue otorgado el Premio Internacional Helmuth Rilling en su primera edición. Participó con la Cantoría Alberto Grau en la banda sonora escrita por Osvaldo Goljov para la película Tetro de Francis Ford Coppola.

## Década del 2010
En marzo de 2010, aparece la edición de "La pasión según san Marcos" de Osvaldo Golijov, dirigido por María Guinand bajo el sello Deutsche Grammophon. Esta grabación mereció el premio Echo Klassik 2010 en la categoría de "Mejor Grabación del Año para un Coro/Agrupación musical del siglo XX y XXI." Guinand participa entre abril y mayo con esta obra en el festival "Americas and Americans" en Los Ángeles, California, dirigiendo dos funciones de esta obra, un concierto con la Schola Cantorum de Venezuela y un concierto con la Master Chorale de Los Ángeles, preparando los coros para el estreno en esa ciudad de "Cantata Criolla" de Antonio Estévez bajo la dirección musical de Gustavo Dudamel. En diciembre viaja a España y dirige la coral Vokalars.
En abril de 2011 dicta una conferencia en Harvard acerca de la música coral latinoamericana y dirige el Boston Children Chorus. Entre junio y julio participa como directora y conferencista en el Oregon Bach Festival. A finales de julio es publicado el libro "Aproximación a nuestra cultura" del cual Guinand es coautora. Entre agosto y septiembre dirige el estreno mundial del oratorio "Aqua" de Gonzalo Grau, con funciones en Caracas, Berlín y Stuttgart.En el mes de septiembre recibió un importante reconocimiento al ser realizado el 30 Festival Internacional de Coros de Bogotá en su homenaje y asistió a la Universidad de Bremen, Alemania invitada junto al Maestro Alberto Grau por la Academia Coral Europea para dictar un curso de dirección coral dentro de las actividades del Proyecto Construir Cantando. Entre octubre y noviembre realizó una gira de conciertos por los Estados Unidos de Norteamérica, visitando trece ciudades de ese país y participando en el "White Light Festival" del Lincoln Center de Nueva York.
En enero de 2012 dirigió a la Schola Cantorum de Venezuela, la Orquesta La Pasión y la Orquesta Sinfónica del Estado de Sao Paulo en el VI Festival Internacional de Música de Cartagena, Colombia, presentando exitosamente el estreno colombiano de La pasión según San Marcos de Osvaldo Golijov. Entre enero y febrero, dentro de las actividades docentes y de difusión del Proyecto Construir Cantando, impartió clases de dirección coral junto al Maestro Alberto Grau a jóvenes en Bremen con la Europachorakademie y en Barcelona con el Palau de la Música para replicar todo este programa en Europa. En marzo de 2012 inauguró la temporada lírica del Teatro Colón de Buenos Aires, dirigiendo el estreno argentino de La pasión según San Marcos de Osvaldo Golijov con la Schola Cantorum de Venezuela, la Orquesta La Pasión y la Orquesta Estable del Teatro Colón, las cuatro funciones fueron un gran éxito de público y crítica. A finales de marzo, Guinand dirigió en el Teatro Teresa Carreño de Caracas a la Schola Cantorum de Venezuela, la Schola Juvenil de Venezuela y al Orfeón Universitario Simón Bolívar junto a la Orquesta Sinfónica de Venezuela en un concierto barroco que incluyó la Cantata 29 de J. S. Bach y el Gloria de A. Vivaldi.
En abril de 2012, Guinand dirigió en la Sala Simón Bolívar del Centro de Acción Social por la Música de Caracas a la Orquesta Sinfónica Simón Bolívar, la Schola Cantorum de Venezuela, el Junges Vokalensemble Hannover y el Ensamble de Coro en el Réquiem Alemán (Ein Deutsches Requiem, Op. 45) de Johannes Brahms en el marco de la celebración de los 45 años de la Schola Cantorum de Venezuela. Durante el mes de mayo participa en el Simposio "La edición musical en Venezuela". En el mes de julio participa como jurado y directora invitada del Festival Coral Internacional Golden Gate en California y se presenta como directora, expositora, tallerista, jurado y panelista de la Primera Cumbre Mundial Coral de la FIMC y el undécimo Festival Internacional Coral de China. Durante el mes de agosto, dirige talleres y dos conciertos con la Camerata Antiqua de Curitiba en Brasil. Hace su aparición la grabación en disco compacto del oratorio Aqua de Gonzalo Grau, en el sello alemán Carus, con la Orquesta Juvenil Alemana y la Gächinger Kantorei Stuttgart, bajo la dirección de Guinand. En septiembre dirige la reposición de Aqua de Gonzalo Grau en el Aula Magna de la UCV en Caracas y en octubre viaja a Taiwán, donde dicta una serie de clases magistrales y dirige a la agrupación Formosa Singers interpretando obras latinoamericanas contemporáneas en el Teatro Nacional de Taipéi.
En la actualidad María Guinand vive en Caracas, Venezuela con su esposo y dos hijos.

## Discografía
- 1979 Retablo Navideño Vol. I y Vol. II. Cantoría Alberto Grau.
- 1980 Cantos Corales de América. Cantoría Universitaria Simón Bolívar.
- 1981 Ceremonia de Navidad. Cantoría Alberto Grau.
- 1984 En Concierto Vol. I y Vol. II. Cantoría Alberto Grau.
- 1984 Misa de Réquiem (Juan Bautista Plaza). Cantoría Alberto Grau.
- 1986 Antología del Carol Inglés. Cantoría Alberto Grau.
- 1987 Pasión según San Mateo (Johann Sebastian Bach). Schola Cantorum de Caracas, Orfeón Universitario Simón Bolívar (versión al español).
- 1989 Canciones Venezolanas. Cantoría Alberto Grau.
- 1989 Florilegio Musical Vol. I y Vol. II. Cantoría Alberto Grau.
- 1990 Antología. Cantoría Alberto Grau. (Ediciones Fundación Schola Cantorum de Caracas).
- 1990 XX Aniversario. Orfeón Universitario Simón Bolívar. (Ediciones de la Universidad Simón Bolívar).
- 1992 Cantata Criolla (Antonio Estévez) y Chôros Nº 10 (Heitor Villa-lobos) Orfeón Universitario Simón Bolívar, Schola Cantorum de Caracas, Orquesta Sinfónica Simón Bolívar, Director Eduardo Mata. (Dorian Recordings).
- 1992 Misa de Requiem (Juan Bautista Plaza) y Missa Sao Sebastiao (Heitor Villa-lobos. Cantoría Alberto Grau. (Ediciones Fundación Schola Cantorum de Caracas).
- 1992 Atlántida (Manuel de Falla / Ernesto Halffter). Orfeón Universitario Simón Bolívar, Joven Orquesta Nacional de España. Director: Edmón Colomer. (Valois-Auvidis).
- 1993 Composiciones Corales (Alberto Grau). Schola Cantorum de Caracas, Orfeón Universitario Simón Bolívar, Cantoría Alberto Grau. (Ediciones Fundación Schola Cantorum de Caracas).
- 1994 Cantemus. Cantoría Alberto Grau. (Ediciones Fundación Schola Cantorum de Caracas).
- 1994 La Vida Breve (Manuel de Falla). Schola Cantorum de Caracas, Cantoría Alberto Grau, Orquesta Sinfónica Simón Bolívar. Director: Eduardo Mata (Dorian Recordings).
- 1995 Carmina Burana (Carl Orff). Orfeón Universitario Simón Bolívar, Schola Cantorum de Caracas, Cantoría Alberto Grau, Orquesta Sinfónica Gran Mariscal de Ayacucho. Director: Alberto Grau (Ediciones de la Universidad Simón Bolívar).
- 1995 Novena Sinfonía (Ludwig van Beethoven). Orfeón Universitario Simón Bolívar, Schola Cantorum de Caracas, Cantoría Alberto Grau, Orquesta Sinfónica Gran Mariscal de Ayacucho. Director: Rodolfo Saglimbeni (Contraloría General de la República de Venezuela).
- 1996 Gloria (Antonio Vivaldi). Orfeón Universitario Simón Bolívar, Schola Cantorum de Caracas, Cantoría Alberto Grau, Orquesta de Cámara de Venezuela, Orquesta Jóvenes Arcos de Venezuela. Director: Igor Lanz (Contraloría General de la República de Venezuela).
- 1997 Latinoamericana XX. Schola Cantorum de Caracas. (Ediciones Fundación Schola Cantorum de Caracas).
- 1997 Canto Gregoriano, Cantoría Alberto Grau. (Ediciones Fundación Schola Cantorum de Caracas).
- 1997 Ein Deutsches Requiem (Johannes Brahms). Schola Cantorum de Caracas. Director: Alberto Grau. (Ediciones Fundación Schola Cantorum de Caracas).
- 1997 Antología Coral XX años. Cantoría Alberto Grau. (Ediciones Fundación Schola Cantorum de Caracas).
- 1997 Obras de Vic Nees y de Alberto Grau. Schola Cantorum de Caracas, Orfeón Universitario Simón Bolívar, Cantoría Alberto Grau. (Ediciones de la Fundación Schola Cantorum de Caracas).
- 1997 Música Coral Latinoamericana Siglo XX. Schola Cantorum de Caracas. (Ediciones Fundación Schola Cantorum de Caracas).
- 1997 Antología Coral XXX Años Vol. 1 y 2. Schola Cantorum de Caracas. (Ediciones Fundación Schola Cantorum de Caracas).
- 1997 Canto al Nuevo Mundo. Orfeón Universitario Simón Bolívar. (Ediciones de la Universidad Simón Bolívar).
- 1997 Música en Argos. XV Aniversario. CD grabado por varios artistas incluyendo una pista por la Cantoría Alberto Grau. (Ediciones de la Universidad Simón Bolívar).
- 1997 Inicios. Coral Fundación Polar. (Fundación Empresas Polar).
- 1998 Aguinaldos Tradicionales. Schola Cantorum de Caracas, Cantoría Alberto Grau. (Ediciones Fundación Schola Cantorum de Caracas).
- 1998 Música de Latinoamérica. María Guinand, Editor. Varios Intérpretes. (Earthsongs).
- 2000 Ordo Virtutum (Hildegard Von Bingen). Cantoría Alberto Grau. (Ediciones Fundación Schola Cantorum de Caracas).
- 2000 XXX Aniversario. Orfeón Universitario Simón Bolívar (Enhanced CD) (Ediciones de la Universidad Simón Bolívar).
- 2000 Movimiento Coral Venezolano. Una Retrospectiva (Enhanced CD). (Fundación Movimiento Coral Cantemos y Ediciones Fundación Schola Cantorum de Caracas).
- 2001 La Pasión según San Marcos (Osvaldo Golijov) Schola Cantorum de Caracas, Orquesta La Pasión (Sello Disquero Hänssler Classic).
- 2007 Antología Coral Obra Coral Alberto Grau. En cuatro volúmenes: (Vol. I Voces Mixtas, Vol. II. Voces Femeninas, Vol. III. Música para Niños, Vol. IV. Arreglos, Versiones Corales y Composiciones sobre Temas Populares). Schola Cantorum de Venezuela, Cantoría Alberto Grau, Schola Juvenil de Venezuela. (Ediciones de la Fundación Schola Cantorum de Venezuela).
- 2007 Latinoamericana XXI. Cantoría Alberto Grau, Schola Cantorum de Venezuela. (Ediciones de la Fundación Schola Cantorum de Venezuela).
- 2008 A Flowering Tree (John Adams) Schola Cantorum de Venezuela, London Symphony Orchestra, Director: John Adams (Nonesuch).
- 2010 La Pasión según San Marcos (Osvaldo Golijov) Schola Cantorum de Caracas, Orquesta La Pasión (Deutsche Grammophon).
- 2012 Aqua (Gonzalo Grau) Bundesjugendorchester, Gächinger Kantorei Stuttgart, Carlos Sánchez-Torrealba, Gioconda Cabrera, Iván García. Dir. María Guinand. (Carus-SWR2).

## Premios y nominaciones
- 1989 Festival Choral International de Neuchâtel (Suiza): Ganadora Primer Premio en la Categoría Voces Femeninas (Cantoría Alberto Grau).
- 1989 Festival Choral International de Neuchâtel (Suiza): Ganadora Gran Premio del Jurado “Novum Castellum” (Cantoría Alberto Grau).
- 1989 XXXVII Concorso Polifónico Internazionale “Guido d’Arezzo” (Italia): Ganadora Primer Premio en la Categoría “Música de Cámara del s. XVI” (Cantoría Alberto Grau).
- 1989 XXXVII Concorso Polifónico Internazionale “Guido d’Arezzo” (Italia): Ganadora Primer Premio en la Categoría “Música Popular” (Cantoría Alberto Grau).
- 1989 XXXVII Concorso Polifónico Internazionale “Guido d’Arezzo” (Italia): Ganadora del Tercer Premio en la Categoría “Música Sacra del s. XVI” (Cantoría Alberto Grau).
- 1989 XXXVII Concorso Polifónico Internazionale “Guido d’Arezzo” (Italia): Ganadora del Tercer Premio en la Categoría “Música de los ss. XIX & XX (Cantoría Alberto Grau).
- 1989 Orden Andrés Bello en su Primera Clase. Condecoración otorgada por el Ministerio de Educación de Venezuela.
- 1992 Orden Diego de Losada. Condecoración otorgada por la Gobernación de la Ciudad de Caracas, Venezuela.
- 1997 Ganadora del Premio a la Cultura de la Fundación Inter Naciones (Alemania).
- 2000 Ganadora del Premio Robert Edler Preis a la Música Coral de la Chorverband Heilbronn (Alemania).
- 2000 1st Choir Olympics Linz (Austria): Ganadora de la Medalla de Oro en la Categoría 7 “Coros Mixtos de Cámara” (Orfeón Universitario Simón Bolívar).
- 2000 1st Choir Olympics Linz (Austria): Ganadora de la Medalla de Oro en la Categoría 20 “Música Contemporánea” (Orfeón Universitario Simón Bolívar).
- 2000 1st Choir Olympics Linz (Austria): Ganadora de la Medalla de Oro en la Categoría 27 “Música Popular con Acompañamiento” (Orfeón Universitario Simón Bolívar).
- 2002 3rd Annual Latin Grammy Awards® (USA): nominada en la Categoría de Mejor Álbum Clásico por su grabación de La Pasión según San Marcos de Osvaldo Golijov (Schola Cantorum de Caracas).
- 2002 44th Annual Grammy Awards® (USA): nominada en la Categoría de Mejor Interpretación Coral por su grabación de La Pasión según San Marcos de Osvaldo Golijov (Schola Cantorum de Caracas).
- 2003 Helpmann Awards (Australia): nominada en la Categoría de Mejor Presentación de Música Clásica en Concierto por su interpretación de La Pasión según San Marcos de Osvaldo Golijov en la Sydney Opera House durante el Festival de Verano de Sydney (Schola Cantorum de Caracas).
- 2009 Ganadora del Premio Helmuth Rilling de la Internationale Bachakademie Stuttgart (Alemania) por su excelencia y logros en la enseñanza y dirección musical.
- 2010 Ganadora del premio Echo Klassik 2010 en la categoría de Mejor Grabación del Año para un Coro/Agrupación musical del siglo XX y XXI (Schola Cantorum de Venezuela).